# Эта минута, этот миг
«Эта минута, этот миг» (чешск.: Ta chvíle, ten okamžik) — чехословацкий фильм 1981 года режиссёра Иржи Секвенса по мотивам одноимённой повести Отакара Халупки, основанной на реальной истории. Фильм награждён Специальным призом 12-го Московского международного кинофестиваля.

## Сюжет
Поздняя осень 1944 года, провинциальный чешский городок под нацистской оккупацией. Ян Кодет, главный врач хирургического отделения местной больницы, считает, что его долг — одинаково помогать и своим, и чужим — для него не существует различий между чехом и немцем, оккупантом и партизаном-подпольщиком. Он замыкается в своём семейном уютном мирке и в стенах стерильно чистой операционной. Не поддавшись на провокацию гестапо, он тем не менее в глазах сограждан и даже своей семьи выглядит коллаборационистом. Одним из тех, кто не верит этому — водитель больничной машины скорой помощи Франтишек. Как-то он приходит к Кодету с просьбой помочь раненным партизанам, находящимся в лесу неподалёку… а связным партизан оказывается бывший друг Кодета, с которым он ещё в юности разошёлся из-за его марксистских взглядов:

…перед доктором Кодетом в уютной гостиной его собственного особняка сидит тот самый товарищ теперь уже далеких студенческих лет. Коммунистические убеждения привели его на путь вооруженной активной борьбы с фашизмом. Гестаповские ищейки следуют за ним по пятам. В городок он пробрался прямо из леса, где в немедленной медицинской помощи нуждается раненый партизан. Сама жизнь заставляет порядочного по своей сути доктора сделать выбор…— журнал «Советский экран», 1981
Обойдя немецкие патрули Кодет с Франтишеком, оставив машину, на руках выносят из заснеженного леса раненного партизана, приносят его на виллу к доктору для операции. Но случайное совпадение, непонимание происходящего ребёнком, и неслучайное желание кое-кого из больницы выслужиться перед немцами наводит на виллу гестаповцев.

## Реальная основа
В основе сюжета фильма — повесть Отакара Халупки, основанная на реальной истории его дальнего родственника, бывшего главного врача больницы в Чаславе, доктора Яна Кафуньки (1899—1943), он в 1941 году стал членом подпольной военной организации Сопротивления, где отвечал за оказание медицинской помощи, в 1943 году был арестован Гестапо и погиб в концлагере Освенцим.

## В ролях
- Франтишек Немец — Ян Кодет, доктор
- Даниэла Коларова — Елена, его жена
- Лудек Мунзар — Бауман, шеф гестапо
- Ладислав Фрей — Бразда, коммунист
- Рудольф Елинек — Франтишек, водитель санитарной машины
- Евгений Жариков — Борис, командир партизанского отряда
- Вилем Бессер — Герман, доктор
- Петр Свойтка — Валса, доктор
- Либуше Гепртова — Бела, двоюродная сестра Яна Кодета
- Иржи Стрнад — Карлик, её сын
- Милуше Шплехтова — Власта, медсестра
- Йосеф Винкларж — Иожеф Новак, пациент
- Далимил Клапка — гестаповец
- Карел Урбанек — гестаповец
- Алена Карешова — старшая медсестра
- Эва Клепачова — анестезиолог
- Ярослав Дрбоглав — Гонза, партизан
- Томаш Иржичка — Валеш, партизан
- Роберт Врхота — Музиль, кофейщик

## Критика
Отмечалось, что хотя тематика фильма — где герой во время войны пытается оставаться нейтральным — типична, однако фильм избежал штампов и внёс новое слово в разработку темы:

Пытается оставаться «над схваткой» доктор Кодет—главный герой фильма Иржи Секвенса «Эта минута, этот миг». Коллизия, многократно отображенная в искусстве, получает в фильме чехословацких кинематографистов своё, новое, свежее, оригинальное прочтение. Тема ответственности человека перед обществом звучит здесь талантливо и сильно.— журнал «Советский экран», 1981

Есть люди, которые пытаются утверждать: война давно закончилась и это дело истории, тема исчерпанная, далекая от современности. Подобную точку зрения опровергает сама жизнь и кинематографическая практика. Эта тема вечно актуальная, живая, драматичная. Разумеется, если кинематографист ищет в войне материал, раскрывающий человека во всей глубине его психологии, моральных установок, политических взглядов. Материал, который заново открывает нам такие понятия, как честь, патриотизм, героизм.— режиссёр фильма Иржи Секвенс, из интервью журналу «Искусство кино», 1981